# Jean Revel
Jean Revel, pseudonimo di Paul Toutain (Conteville, 22 settembre 1848 – Conteville, 4 maggio 1925), è stato uno scrittore francese.

## Biografia
Paul Toutain scriveva di notte e sotto pseudonimo, mentre di giorno era responsabile di uno studio notarile a Rouen: la maggior parte dei rouennesi non conosceva la sua doppia personalità. Fu notaio e amico di François Depeaux.
Fondatore della Scuola notarile di Rouen nel 1893, presiedette la Camera dei notai di Rouen tra il 1902 e il 1904. Nel 1880 fu membro della Società Geografica. Nel maggio 1895 fu nominato presidente della Société normande de géographie.
Nel 1905 rimase al n.17 di quai de la Bourse, a Rouen.
I suoi funerali furono celebrati a Conteville e fu sepolto nel cimitero monumentale di Rouen.

## Presenza della guerra del 1870 nella letteratura normanna
Proprio come il suo collega normanno Guy de Maupassant, Revel descrisse la vita quotidiana in Normandia durante la guerra franco-prussiana del 1870. Questi due autori normanni non hanno avuto certo lo stesso destino letterario, ma appartengono entrambi alla “generazione 1870". Si caratterizzano entrambi per la loro visione ravvicinata della natura e della guerra: cercano, infatti, di descrivere la guerra così com'è, come l'hanno vissuta, senza però raccontare ricordi personali. Non c'è alcun messaggio politico in questi scritti letterari.
Jean Revel si concentra sul mondo del “piccolo". Descrive il tipico soldato francese del 1870, il "moblot", come gioioso e spensierato, mostrando gioviale coraggio, ingegno comico e bonario.
Sergente di un battaglione mobile, agli ordini del generale Saussier, Paul Toutain si distinse personalmente durante la guerra franco-prussiana, partecipando come volontario alla battaglia di Moulineaux–Château–Robert, avvenuta tra il 24 dicembre 1870 e 3 gennaio 1871, alla periferia della città di Rouen.

## Pubblicazioni
Le storie dedicate alla guerra sono raggruppate in due opere:
- Contes Normands, pubblicato nel 1901, Parigi, Éditions Fasquelle, 1901, 328 p.;
- Storie vere, pubblicate solo nel 1921, Rouen, Éditions H. Defontaine, 1921, 247 pag.

Altri titoli bibliografici:
- Une Exécution (1890);
- Les Hôtes de l'estuaire (1905), chez Charpentier;
- Rustres (riedizione: 2006), Éditions La Découvrance;
- Terriens (1906; riedizione: 2006), Éditions La Découvrance.

## Onorificenze
- Chevalier de l'ordre de Saint-Olaf
- Officier du Nichan Iftikhar
- Officier de l'Instruction publique
- Chevalier de la Légion d'honneur (5 agosto 1907)[5]

## Omaggi e accoglienza critica
Nel 1921 fu candidato al Premio Nobel per la letteratura.
Honfleur e Rouen hanno dato il nome a strade in suo onore.
Un monumento alla sua memoria di Robert Delandre è stato eretto in Piazza Verdrel a Rouen.